# 1416 Renauxa
1416 Renauxa este un asteroid din centura principală, descoperit pe 4 martie 1937, de Louis Boyer.